# Symetra Tour
De Symetra Tour is een Amerikaanse circuit van golftoernooien voor dames professionals. De top speelsters promoveren aan het einde van het jaar naar de Amerikaanse LPGA Tour.

## Geschiedenis
De Futures Tour werd in Florida in 1981 opgericht en staat bekend onder de volgende namen:
- 1981-1982: Tampa Bay Mini Tour
- 1983-2005: Futures Golf Tour
- 2006-2009: Duramed FUTURES Tour
- 2010: LPGA Futures Tour
- 2011- heden: Symetra Tour

## Promotie naar LPGA Tour
In 1999 erkende de LPGA het toernooicircuit als Futures Tour. Het doel van de Futures Tour is, net als de Ladies European Tour Access Series , om de speelsters ervaring te geven en het mogelijk te maken om naar de LPGA Tour te promoveren. Amateurs kunnen zich ook kwalificeren voor bepaalde toernooien.
De top-5 speelsters mochten vanaf toen aan het einde van het seizoen promoveren naar de LPGA Tour en de nummers 6-15 mochten rechtstreeks naar de finale van de Tourschool. 
In 2008 werden de regels iets veranderd. De top-10 mochten promoveren, maar de nummers 6-10 kwamen in een lagere categorie dan de nummers 1-5. Nummers 6-10 mochten op de Tourschool nog proberen hun categorie te verbeteren.
Sinds 2011 promoveren 12 speelsters naar de LPGA Tour en mogen de volgende 10 speelsters rechtstreeks naar de finale van de Tourschool.
Op de agendan staan jaarlijks ongeveer 18 toernooien.
Op 19 juli 2007 maakte de LPGA bekend dat zij de Futures Tour hadden overgenomen.